# Turbo jourdani
Turbo jourdani là một loài ốc biển, là động vật thân mềm chân bụng sống ở biển trong họ Turbinidae.

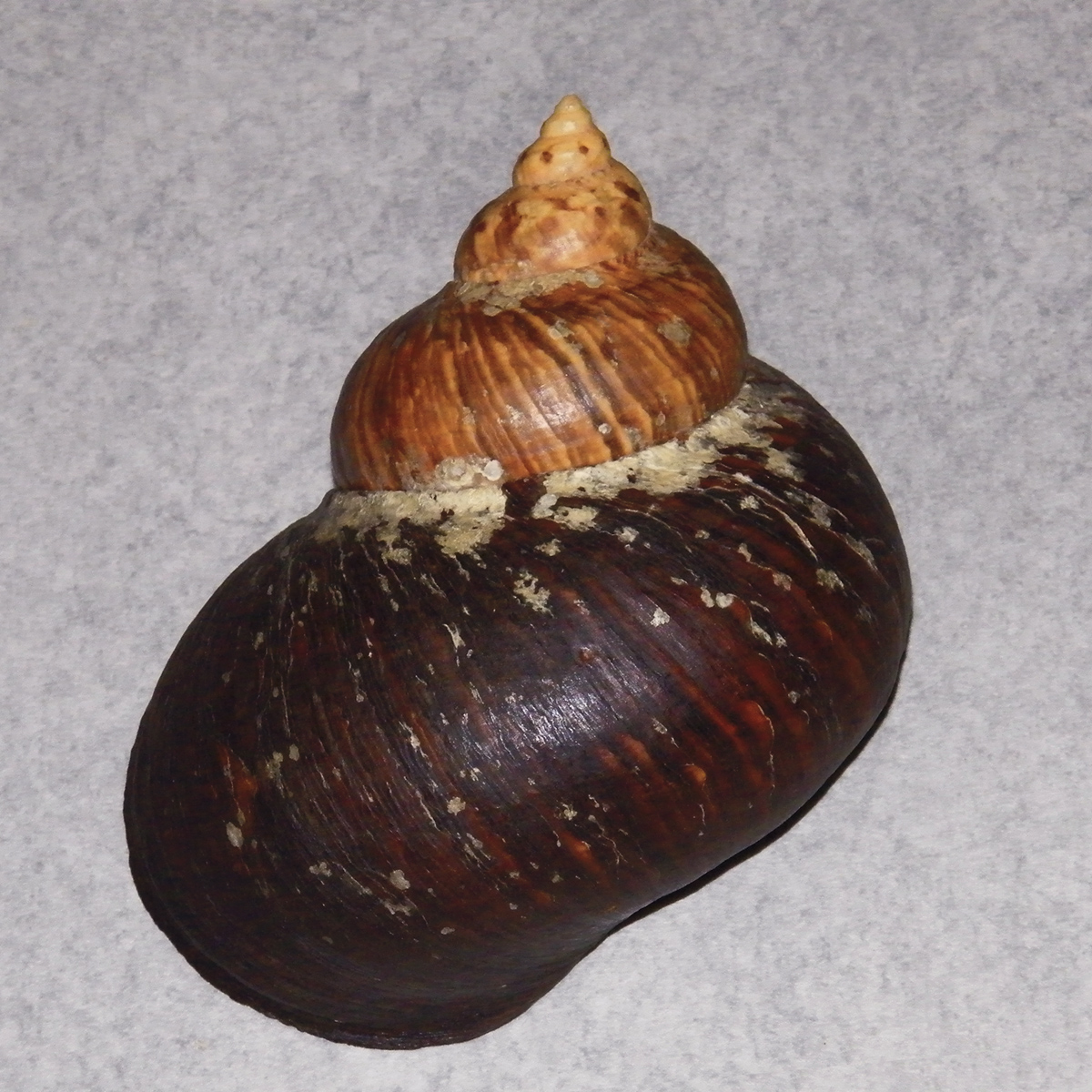
abapertural view of the shell

## Hình ảnh

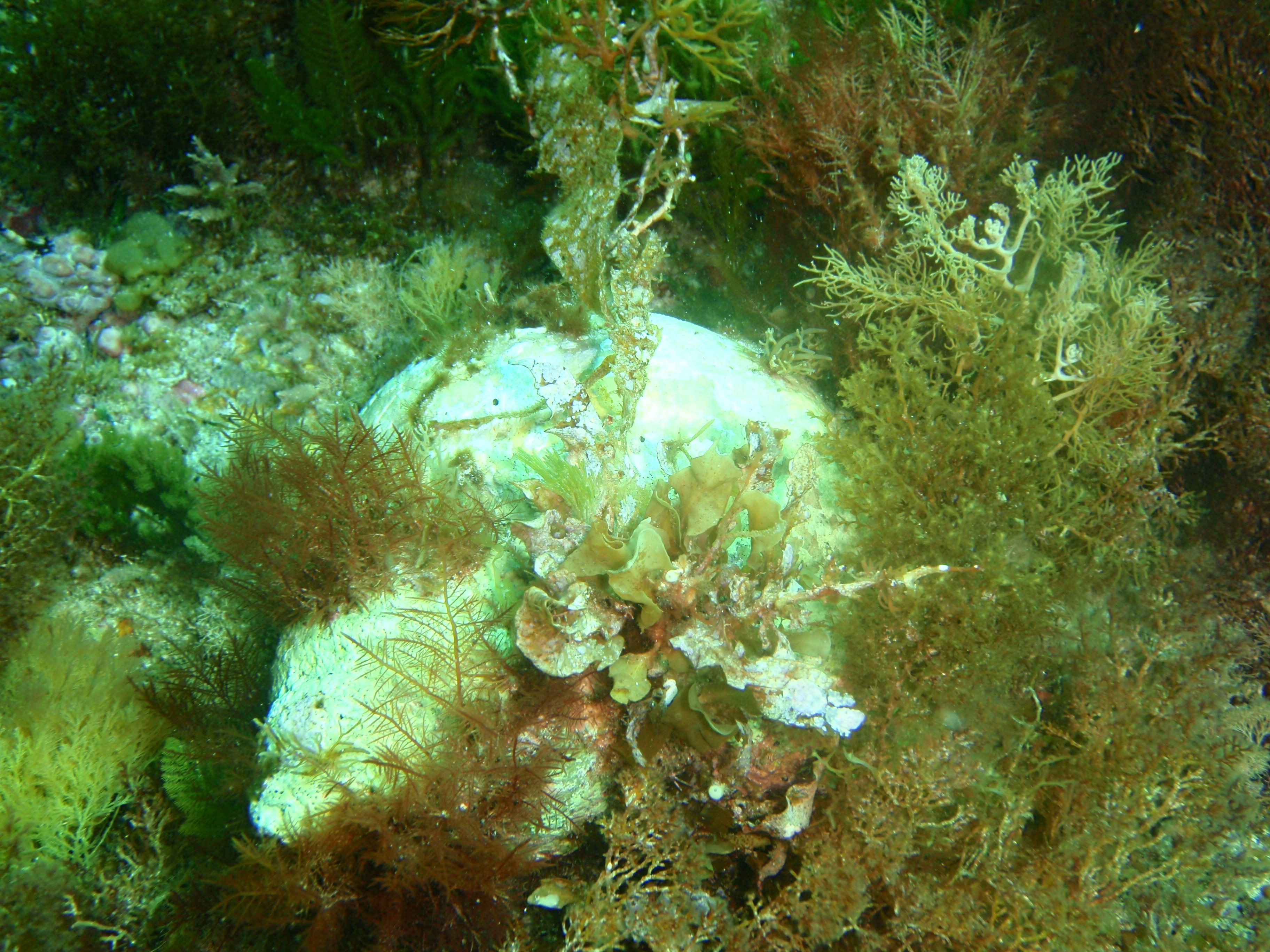
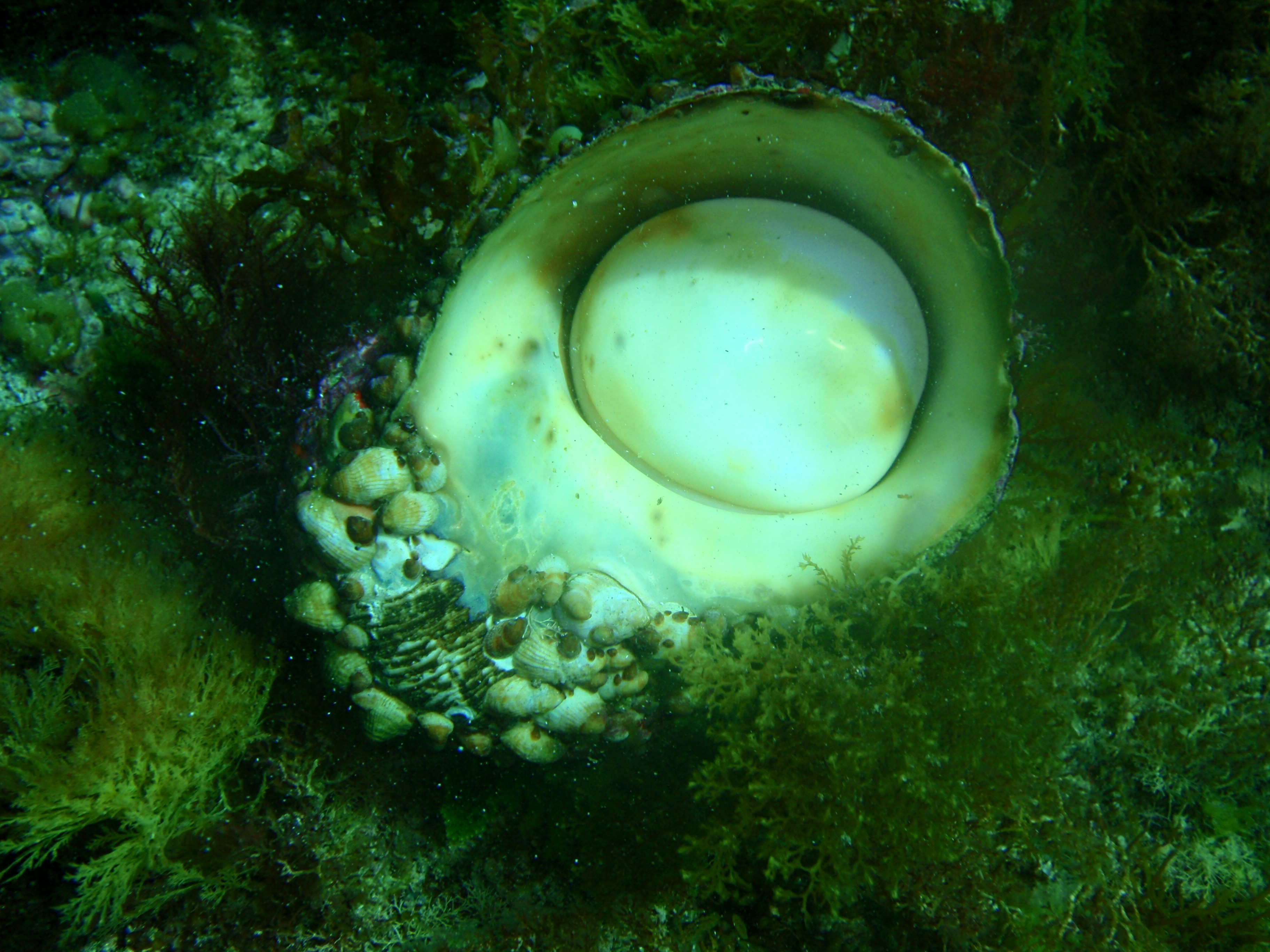
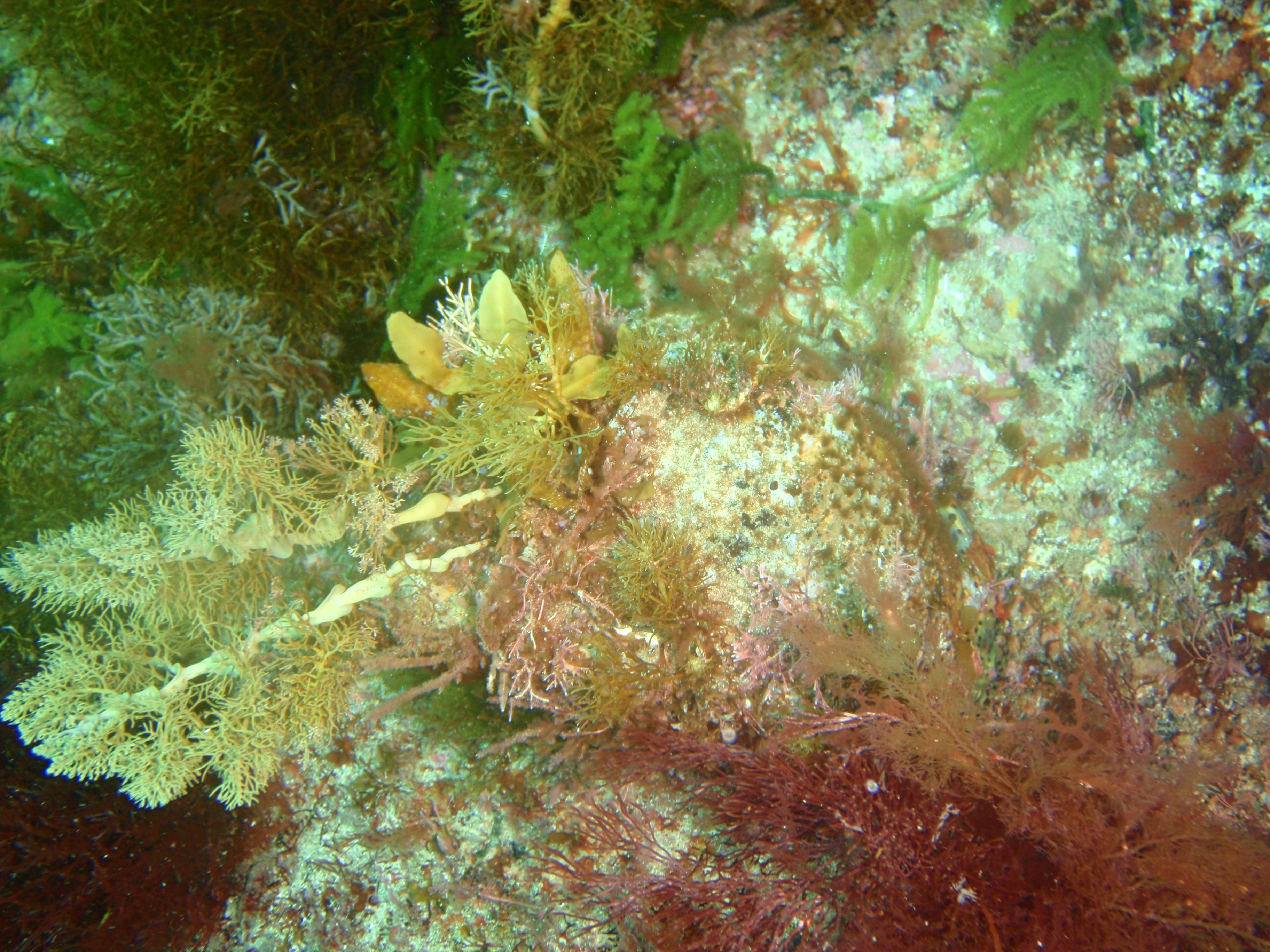